# المغرب في الفن والأدب العالميين
يظهر اسم المغرب في العديد من الأعمال الفنية والأدبية العالمية. فيما يلي، لائحة من هذه الأعمال.

## في الأدب
- كتب الكاتب اللبناني أمين معلوف عضوا في الأكاديمية الفرنسية، في عام 1986، روايةً عنوانها ليون الإفريقي، حيث هاجر ليون الإفرقيقي إلى المغرب.
- كتب الكاتب الروسي فاسيلي أكسيونوف في عام 1963 رواية عنوانها برتقال من المغرب. عنوان الرواية بالروسية Апельсины из Марокко.
- كتب الكاتب الفرنسي فولتير في عام 1758 رواية عنوانها كانديد. أشار فيها الكاتب في فقرة إلى بعض من تاريخ المغرب خلال القرن السابع عشر.
- كتاب رحلات عبر المغرب، من تأليف الرحالة الأسباني ضومينغو فرانثيسكو بادي المعروف باسم علي باي العباسي.
- كتاب المغرب الذي كان، من تأليف الصحفي الإنجليزي والتر بيرتون هاريس.
- كتاب مع المولى عبد الحفيظ في فاس: مذكرات صحافي بريطاني في المغرب للصحفي البريطاني لاورنس هاريس، ترجمه إلى العربية يونس جنوحي.
- كتاب أمير المؤمنين.. الملكية والنخبة السياسية المغربية للكاتب الأميركي جون واتربوري.
- كتاب: «جزيرة الغروب» للكاتب الفرنسي جيلبير سينويه. (جزيرة الغروب هي الجزء الأول من ثلاثية روائية يخصصها الكاتب جيلبير سينويه لتاريخ المغرب ما قبل الاحتلال الفرنسي – الإسباني، وهي تتناول شخصية السلطان إسماعيل العلوي، في زمن اشتدت فيه القلاقل الداخلية والتحرشات الأوروبية والعثمانية بسيادة البلد. في ظل هذا الوضع المتأزم.

## في الفن التشكيلي
- في عام 1991، سافر الفنان التشكيلي الفرنسي جورج لاكور إلى جنوب المغرب، فرسم نساء وادي درعة، ورجاله في زيهم الأزرق.
- هنري ماتيس هو فنان فرنسي عاش وعمل في المغرب، وبالتحديد في مدينة طنجة[بحاجة لمصدر].
- سافر الرسام الفرنسي ديلاكروا إلى شمال أفريقيا فرسم العديد من اللوحات حول المغرب. يعود تاريخ هذا السفر الذي دام سبعة أشهر إلى عام 1832. من بين لوحاته، المرأة المغربية ودراسة العربي الجالس ومناظر من المغرب البحري والعرس اليهودي في المغرب ونهر سبو وسلطان المغرب.

## في السينما
- فيلم كازبلانكا. صور هذا الفيلم الأميكيون عام 1942.